# Domenico Mauro
Domenico Mauro (13 janvier 1812, San Demetrio Corone - 17 janvier 1873, Florence) est un patriote et député italien.

## Biographie
Domenico Mauro naît à San Demetrio Corone, en province de Cosenza. Il est le cousin du patriote et poète Emilio Pugliese et le neveu par alliance de l'économiste, historien et juriste Giovan Francesco Pugliese.
Dans sa jeunesse il est, avec Vincenzo Padula et Biagio Miraglia, un des principaux leaders d'un groupe politique et littéraire de jeunes radicaux calabrais. En 1843, son ami Padula lui dédie un poème : Il Monastero di Sambucina.
Le 15 mars 1844, Domenico Mauro est le chef d'une émeute à Cosenza contre le gouvernement monarchique et autoritaire de la dynastie des Bourbon-Siciles. Cette révolte précède de peu celle des Frères Bandiera dans la même région quelques mois plus tard et l'a notamment influencé dans sa préparation. L'émeute, menée par Mauro avec à ses côtés d'autres patriotes du Risorgimento comme les frères Petrassa et Franzese ainsi que le notaire Francesco Salfi (qui meurt durant les conflits), est réprimée et aboutit sur un échec.
Mauro participe ensuite à la révolution de 1848 qui se termine de manière victorieuse, le roi Ferdinand II étant obligé de concéder une constitution à son pays en février 1848. Domenico Mauro est alors élu député au Parlement du royaume des Deux-Siciles pour la circonscription de Cosenza aux côtés de Raffaele Valentini. Après le retournement de situation et la trahison du roi qui rétablit en mai 1848 un gouvernement autoritaire en supprimant la Constitution et le Parlement, Mauro retourne dans la province de Cosenza et crée un comité de salut public effectuant du prosélytisme révolutionnaire au sein de la population. Toutefois, il reste dans les bonnes grâces des dirigeants de la province et il est nommé co-commissaire civil du district de Castrovillari avec le général Domenico Damis.
Le 30 juin 1848, il dirige 3000 volontaires albanais (la population descendante d'immigrés albanais est très présente dans la région) qui affronte à Morano Calabro les troupes bourboniennes menées par le général Lanza. Il est toutefois défait et condamné à mort et doit se réfugier d'abord à Malte, puis à Corfou, en Grèce et en Albanie. En 1849, il retourne en Italie et participe à l'insurrection qui mène à la création de la République romaine (1849) la même année. La République romaine n'est cependant que de courte durée et il doit de nouveau chercher refuge en s'exilant au Piémont.
En 1860, il participe à l'expédition des Mille, aux côtés de Giuseppe Garibaldi ainsi que de son frère Raffaele Mauro et de son cousin Demetrio Baffa, qui aboutit à l'unification de l'Italie en un seul état. Héros de l'unification, il est député italien de la gauche historique de 1865 à 1870.

## Source de la traduction
- (it) Cet article est partiellement ou en totalité issu de l’article de Wikipédia en italien intitulé « Domenico Mauro » (voir la liste des auteurs).